# Мамська мова
Мам — мова, якою говорять понад півмільйона представників народу мам у Гватемальських департаментах Уеуетенанго, Кесальтенанго, Сан-Маркос, Реталулеу, а також у Мексиканському штаті Чіапас. Формується багатотисячна мамська діаспора у Мексиці та Сполучених Штатах Америки, зі значною кількістю представників, що проживають у Окленді, Каліфорнія та місті Вашингтон.

## Класифікація
Найбільш спорідненою до мамської мови є мова тектітек. Ці дві мови разом формують мамську підгрупу мовної сім'ї мая. Також разом з авакатецькою та ішиль мовами утворює підгрупу надмамську підгрупу мов, одну з двох підгруп східних мая (інша надкіче містить понад 10 мов у тому числі кіче).

## Діалекти
Оскільки зв'язки між окремими громадами мам досить обмежені мовні відмінності доволі помітні, навіть від села до села. Тим не менш, розуміння не зникає, хоч певні труднощі можуть виникати на практиці.У Гватемалі мам мова розпадається на чотири діалектні групи:
1. Північна Мам — нам півдні департаменту Уеуетенанго.
2. Південна Мам — у департаментах Кесальтенанго, Реталулеу, Сан-Маркос.
3. Центральна Мам — Сан-Маркос
4. Західна Мам — північний захід департаменту Сан-Маркос. Мова тектітек може бути взаємно зрозумілою з західними діалектами мам

На додачу до цього у діалекти у Мексиканському штаті Чіапас формують до п'яти груп, що граматично та лексично відрізняють від гватемальських діалектів.

## Поширення
На мам говорять у 64 комунах чотирьох департаментів Гватемали та 28 комунах у штаті Чіапас, Мексика.
1. ↑  ScriptSource - Guatemala
2. ↑  ScriptSource - Mexico